# Sara Rosenberg
Pour les articles homonymes, voir Rosenberg.
Sara Rosenberg (née le 18 décembre 1954 à San Miguel de Tucumán) est une écrivaine, peintre et dramaturge argentine.

## Biographie
Sara Rosenberg est la petite-fille d'une famille d'immigrants juifs en Argentine. Alors qu'elle est étudiante et militante dans un parti de gauche, elle est arrêtée dans les années 1970 et emprisonnée durant trois ans et vingt jours en raison de son implication politique. Elle est libérée à la suite d'une amnistie et s'est exilée au Canada. Elle étudie la dramaturgie, la direction de scène et les beaux-arts, études qu'elle continue à l'Université de Québec à Montréal. Après des séjours au Mexique, où elle suit des études d'anthropologie, en France et à Cuba, elle s'installe à Madrid en 1982,. 
Son œuvre a souvent pour fond la répression des régimes totalitaires, notamment des dictatures militaires d'Amérique du Sud des années 1970-80. 

## Œuvres

### Romans
- Un hilo rojo. Espasa Minor, 1998
- Cuaderno de invierno. Espasa Calpe, 2000
- La edad del barro. Destino, 2003
- Contraluz. Siruela, 2008

### Théâtre
- Esto no es una caja de Pandora, 2014. Cette pièce fut écrite en résidence à la Maison des écrivains de St Nazaire (Meet) en 2011.

### Littérature jeunesse
- La isla celeste. Siruela, 2010

### Traductions

#### En allemand
- Gegenlicht (Contre-jour). Traduit par Petra Strien. Stockmann, 2010
- "Silbersalze", dans: Mit den Augen in der Hand: argentinische Jüdinnen und Juden erzählen. Edité et traduit par Erna Pfeiffer. Mandelbaum-Verlag, 2014, p. 114-119

#### En français
- Un fil rouge. Traduction de Belinda Corbacho Martinez. Editions La Contre Allée, Lille, 2012
- Contre-jour. Traduction de Belinda Corbacho Martinez. Editions La Contre Allée, Lille, 2017
- Ceci n'est pas une boîte de Pandore. Traduit de l'espagnol par Belinda Corbacho Martinez. Saint Nazaire: MEET, 2013

## Récompenses
- Un fil rouge fut finaliste du prix Tigre Juan